# Jianshuiite
La jianshuiite è un minerale appartenente al gruppo della calcofanite.